# Minhoe
Minhoe, född 1611, död 1646, var Koreas kronprinsessa 1627-1645, gift med kronprins Sohyeon av Joseon i Joseondynastin. 
Hon följde sin make i fångenskap under hans tid som gisslan i Kina 1636-1644. Paret fick åtta barn. Inte långt efter deras återkomst till Korea, återfanns hennes make död. Det påstås att han hade mördats av sin far kungen, som förbjöd all utredning av mordet. Vid denna tid blev hon, liksom drottningen och flera andra medlemmar av kungafamiljen illa behandlade av kungen, vilket ska ha berott på hans favoritkonkubin Gwiin Jo (Injo)s uppmuntran. På dennas uppmaning misstänktes Minhoe för att planera att mörda sin svärfar, som gav order om att hon skulle förgiftas. 